# Euphaedra lutescens
Euphaedra lutescens är en fjärilsart som beskrevs av Jacques Hecq 1979. Euphaedra lutescens ingår i släktet Euphaedra och familjen praktfjärilar. Inga underarter finns listade i Catalogue of Life.